# Humberto Celli Gerbasi
Humberto Celli Gerbasi (Valencia, Venezuela, 11 de febrero de 1940) es un abogado egresado de la Universidad Central de Venezuela y político venezolano, miembro fundador de Acción Democrática.[cita requerida]

## Carrera
Fue Presidente de Acción Democrática, Presidente del Parlamento Latinoamericano (Parlatino), Secretario General de Acción Democrática, Secretario Juvenil Nacional de Acción Democrática, Secretario de Organización Nacional de Acción Democrática, Subsecretario General Nacional de Acción Democrática, Vicepresidente del Congreso Nacional, Senador y Diputado al Congreso Nacional de Venezuela.
Miembro de una familia socialdemócrata vinculada al bien común, desde temprana edad mostró interés por la lucha social en pro de las clases populares. Su padre Humberto "El Cojo" Celli fue miembro fundador del PDN, ORVE y AD. También fue alcalde de la ciudad de Valencia en Carabobo, donde siguiendo las instrucciones del Presidente de Venezuela, Rómulo Betancourt, y el ministro Lorenzo Fernández funda la zona industrial de Valencia.
Sus hermanos Oscar y Celio también ocuparon importantes cargos políticos todos con el partido AD. En su accionar político figura en la historia democrática venezolana, luchando en contra del régimen de Marcos Pérez Jiménez. Sus trabajos profesionales han sido traducidos a diversos idiomas. Después de más de 35 años de experiencia parlamentaria, actualmente está retirado de la vida política.